# Animax (España)
Animax fue un canal de televisión por suscripción español de origen japonés, distribuido por Sony Pictures Entertainment bajo la marca internacional Animax. Fue lanzado como canal el 12 de abril de 2008.
Su programación estaba enfocada en la emisión de anime, sin embargo, en 2010 cambió su enfoque para emitir series juveniles, música y películas de imagen real. En 2013 la programación del canal volvió a dedicarse al anime por completo retirando las series de libre acción. No obstante, su oferta resultó escasa en comparación con años anteriores.
Con respecto a las señales de Sony Pictures en España, no solamente abarcaban dicho país, sino que también lo hacía en conjunto para Portugal con idiomas correspondientes.

## Historia
Animax nació el 20 de octubre de 2007, como un bloque de contenidos de anime dentro del canal AXN bajo el nombre Zona Animax, compuesto por series como InuYasha, Outlaw Star, Trigun, Excel Saga, Orphen y Samurai Champloo.
El 12 de abril de 2008, Animax fue lanzado oficialmente como canal de televisión con una señal propia, siendo las operadoras de televisión por suscripción Digital+ y Movistar TV los únicos proveedores de la señal en España, para más adelante también ser incluido en R en el dial 28, mientras que en Portugal el canal estaba disponible mediante las operadoras Clix y MEO.
Sin embargo, el bloque Zona Animax siguió siendo emitido en AXN durante cinco meses más, con un grupo de nuevas series que incluían a Corrector Yui, La ley de Ueki, Lupin III, KochiKame y Detective Conan.
La programación de Animax incluyó clásicos como Lupin III y Detective Conan, grandes éxitos mundiales como Tsubasa: Reservoir Chronicle y Naruto, y estrenos en televisión como Nana,  Moribito y Peach Girl. El canal completaba su oferta con la emisión de películas y animes de géneros variados.

En 2009, Animax España y Portugal pasan a ser señales separadas, y agregan a su programación contenido de series y películas de imagen real, similar a la variante latinoamericana; todo esto debido a un plan estratégico impuesto por Sony Pictures Television a nivel mundial, que contemplaba que la marca Animax capte a una audiencia de jóvenes más general, todo en torno a los bajos índices de audiencia en sintonía.
La versión portuguesa lleva a cabo un cambio de imagen y logo en abril de 2010, adaptándose al nuevo rebranding que venían implementando las diferentes señales alrededor del mundo.
El 9 de mayo de 2011, Animax cesa sus emisiones en Portugal, siendo sustituido por AXN Black; con ello varios medios especularon que Sony haría el mismo cambio en España, incluso la variante española del canal emitió una promoción donde se anunció la serie Bajos Fondos con el logotipo de AXN Black. Más tarde, Sony negó esa sustitución del canal en territorio español y señaló la anterior promoción como un error.
A inicios de 2012, el canal empezó a emitir un nuevo paquete gráfico junto con un nuevo logotipo.
El 1 de enero de 2013, el operador Movistar TV eliminó el canal de su dial, por lo que Canal+ (anterior Digital+) se convirtió en la única operadora en distribuirla a nivel nacional vía satélite, mientras que R estaba disponible solamente para Galicia.
A partir del 1 de marzo de 2013, Animax cambió su programación para emitir nuevamente anime; no obstante, solo emitió cuatro series en un bucle continuo durante todo el día, las cuales eran KochiKame, Yakitate!! Japan, Trigun y Excel Saga, ya que Sony perdería los derechos de anime en España. Sin embargo, la programación se redujo a dos series el 1 de noviembre del mismo año.
El 4 de diciembre de 2013, se confirmó que el canal cesaba definitivamente sus emisiones el 31 de diciembre de 2013, debido a la pérdida de su programación en los últimos meses. A través de su página de Facebook, el canal anunció su cierre con un vídeo que horas después de publicarlo fue borrado.[cita requerida] El 31 de diciembre de 2013, Animax cesó sus emisiones con una cortinilla y el vídeo que anteriormente fue publicado en su Facebook, dando paso al cartel informativo de cada operador de televisión del cese de emisiones del canal.

## Programación
Estos programas que se alistan a continuación, algunos formaron parte de bloques o zonas que se emitían en determinados horarios.

### Series de anime
- .hack//SIGN: Atrapados en la red
- Air Gear
- Black Lagoon
- Blood +
- Chobits
- Corrector Yui
- Crayon Shin-chan - Solo en Portugal
- Death Note
- Detective Conan
- Devil May Cry
- Ergo Proxy
- Excel Saga
- F: A todo gas
- Super GALS!
- Gungrave
- Gunslinger Girl
- Honey and Clover
- Hunter × Hunter
- Initial D
- Inuyasha
- KochiKame
- La ley de Ueki
- Le Chevalier D'Eon
- Love Hina
- Lupin III
- Mazinger Edición Z Impacto!
- Moribito
- Musculman: La nueva generación
- Nana
- Naruto
- Naruto Shippuden
- Orphen
- Orphen Revenge
- Outlaw Star
- Peach Girl
- Saint Seiya: The Lost Canvas
- Saint Seiya
- Saiyuki
- Samurai Champloo
- Trigun
- Tsubasa: Reservoir Chronicle
- Yakitate!! Japan

### Películas y OVAs
- Appleseed - The Beginning
- Blood: El último vampiro
- Death Note Relight: La visión de un Dios
- El verano de Coo
- Evangelion: 1.0 You Are (Not) Alone
- Evangelion: Death and Rebirth
- Final Fantasy: The Spirits Within
- Ghost in the Shell
- Hunter × Hunter: Greed Island
- Initial D Extra Stage
- InuYasha: El amor a través del tiempo
- InuYasha: El castillo de los sueños en el espejo
- InuYasha: Fuego en la isla mística
- InuYasha: La espada conquistadora
- Kai Doh Maru
- KochiKame: ¡Ryotsu Muere Dos Veces!
- KochiKame: ¡Sobrevive Como Puedas!
- Ninja Scroll
- Saiyuki Requiem
- Street Fighter Alpha: Generations
- The Sky Crawlers
- Tokyo Marble Chocolate
- Tsubasa Chronicle: La Princesa del Reino Enjaulado
- xxxHolic: El Sueño de una Noche de Verano

### Series y películas en imagen real
- Afterworld
- Asesinos rituales
- Aún sé lo que hicisteis el último verano
- Bajos Fondos
- Demons
- Doble visión
- El señor de los anillos
- Héroe
- In the qube
- Invasión jurásica
- Make It or Break It
- Más que amigas
- Muchachada Nui
- Paranoia 1.0
- Plutón BRB Nero
- Presunto culpable
- Royal Warriors
- Reaper
- Samurai Girl
- Sobrenatural
- Torchwood
- Vidas secretas

### Programas propios
- Insert Coin: Programa dedicado a los videojuegos.
- In the Qube: Programa de producción propia dedicada a los jóvenes.

### Concursos o realities
- El gran reto Asia

## Bloques de programación
- Fanimax: Era un espacio en el que se incluían cinco episodios de series de anime. Se emitían los sábados y los domingos.

- Minuto Animax: Segmento intersticial de un minuto, donde se reseñaban series de anime.

- Prime time: Bloque en el que se presentaban las mejores series de anime o estrenos del canal.

- Sexy Night: Segmento que se emitía los domingos con series protagonizadas por personajes femeninos.

- Triple X: Era un bloque donde se presentaban tres episodios de una serie incógnita. Se revelaba la serie al iniciar su emisión.